# 번역명의집
번역명의집(飜譯名義集)은 대구광역시 달서구, 동산도서관에 있는 조선시대의 목판본 책이다. 2003년 2월 3일 대한민국의 보물 제1369호로 지정되었다.
송나라 법운(1088~1158)이 불교경전에 보이는 범어음(梵音)으로 한역된 단어를 유별로 정리하여 해설한 사전으로 '十種通號'부터 '寺塔壇幢'까지 64편으로 나누어 약 2천여 단어를 수록하고 있다. 각 편마다 유래와 대략적인 의미를 서술하고 하나하나 전거(典據)를 제시하며 단어의 뜻(語義)을 해설하고 있는데, 제59편인 '統論二諦'와 같이 범어와 관련이 없는 것도 실려 있다.
'번역명의집'은 처음에는 7권으로 편찬하였던 것이나 이 책은 14권으로 편찬되어 8권으로 제본되어 있으며 마지막 권 말에 '蘇州景德寺普潤大師行業記'가 실려 있어 저자인 법운스님이 소주 경덕사의 승려로 호는 '無機子', 법호는 '普潤'이었음을 알 수 있다.
한편 권2와 권7 권수제 아래에 '鉅二', '鉅七', 권9 말에 '野二' 등으로 천자문 함차(函次) 표시가 있어 대장경으로 편찬되었던 책을 저본으로 하였음을 알 수 있으며 권14 말에 원나라 대덕5년(1301)의 행업기(行業記)가 붙어 있어 원나라 적사판( 砂版)을 저본으로 하였을 가능성 또한 높다. 이 책은 만력12년(1584) 명나라 북장(北藏을 增補한 萬曆 版)에 편입되었다고 알려져 왔으나 훨씬 이전에 대장경에 편입되었음을 알려 주고 있다.

## 같이 보기
- 송광사

## 참고 자료
- 번역명의집 - 국가유산청 국가유산포털